# Cheiloneurus reate
Cheiloneurus reate is een vliesvleugelig insect uit de familie Encyrtidae. De wetenschappelijke naam is voor het eerst geldig gepubliceerd in 1847 door Francis Walker.